# Église Saint-Louis de Garches

Détail vitrail Saint Louis

L'église Saint-Louis de Garches est une église située dans la ville de Garches, en Île-de-France, dans le département des Hauts-de-Seine.

## L'histoire

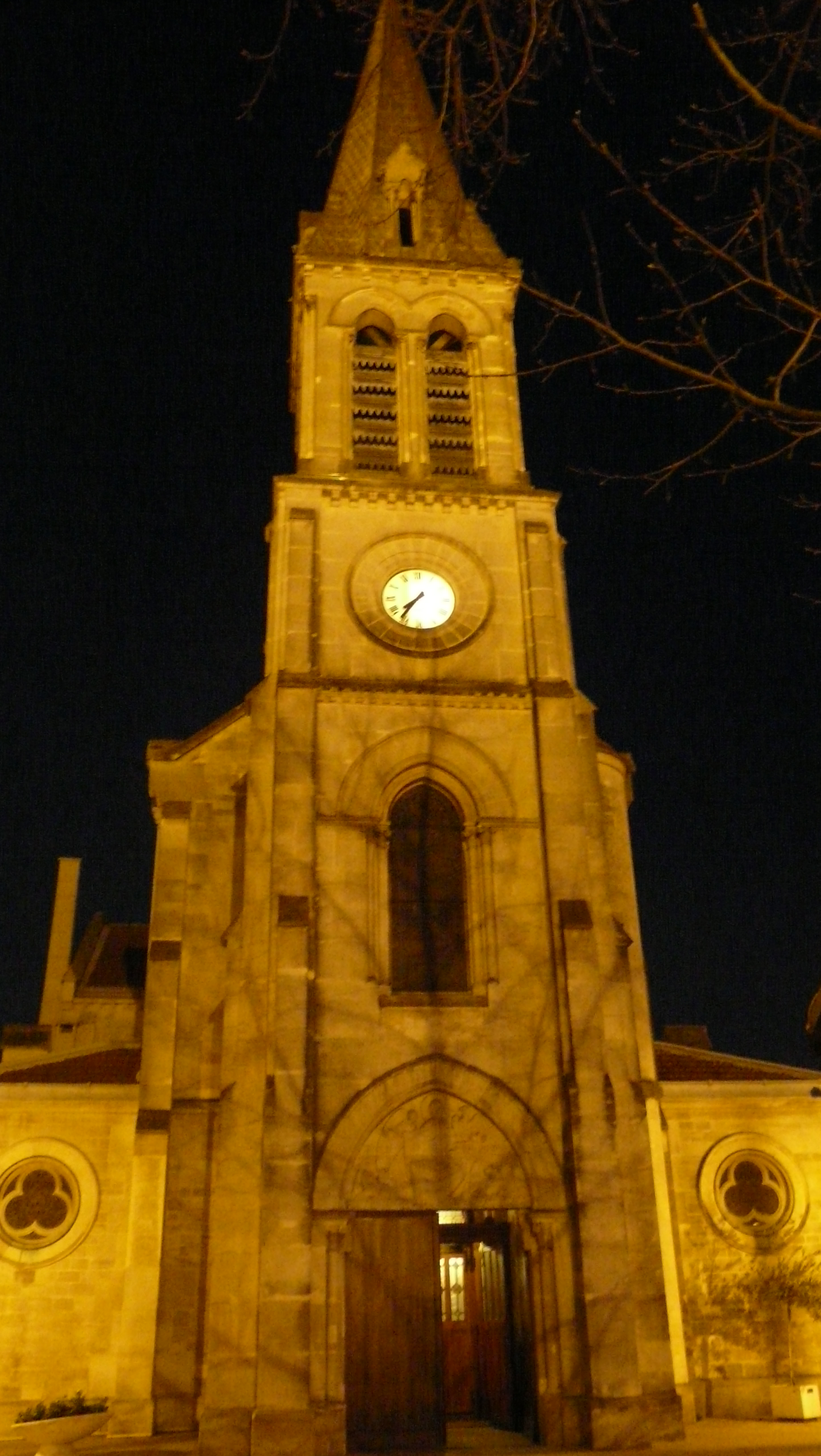
L'église de nuit

La construction de l'église a démarré dès la canonisation de saint Louis en 1298, comme en témoigne la plaque commémorative placée au-dessus de la porte de la sacristie. C’est la première église en France à être consacrée à saint Louis. L'église d'origine, construite en 1209, a été partiellement détruite en 1871 lors de la bataille de Buzenval. Reconstruite en 1876 par l'architecte Blondel et l'entrepreneur Tillet, c’est l’église que l’on voit aujourd’hui. Le cimetière qui lui était accolé fut déplacé en 1833-1834, pour former le nouveau cimetière de Garches. La restauration de l’église a débuté en 1980 par les vitraux du XIXe puis en 1983 par la restauration de l’orgue d’origine, totalement rénové et agrandi. La flèche a été reconstruite en 1988, la Croix a été bénie en 1989, le tympan sculpté en 1990, la rénovation de l’intérieur en 1995, suivie de celle des façades. Une cloche, datée de 1787, a été classée à l'inventaire des monuments historiques le 27 avril 1944.

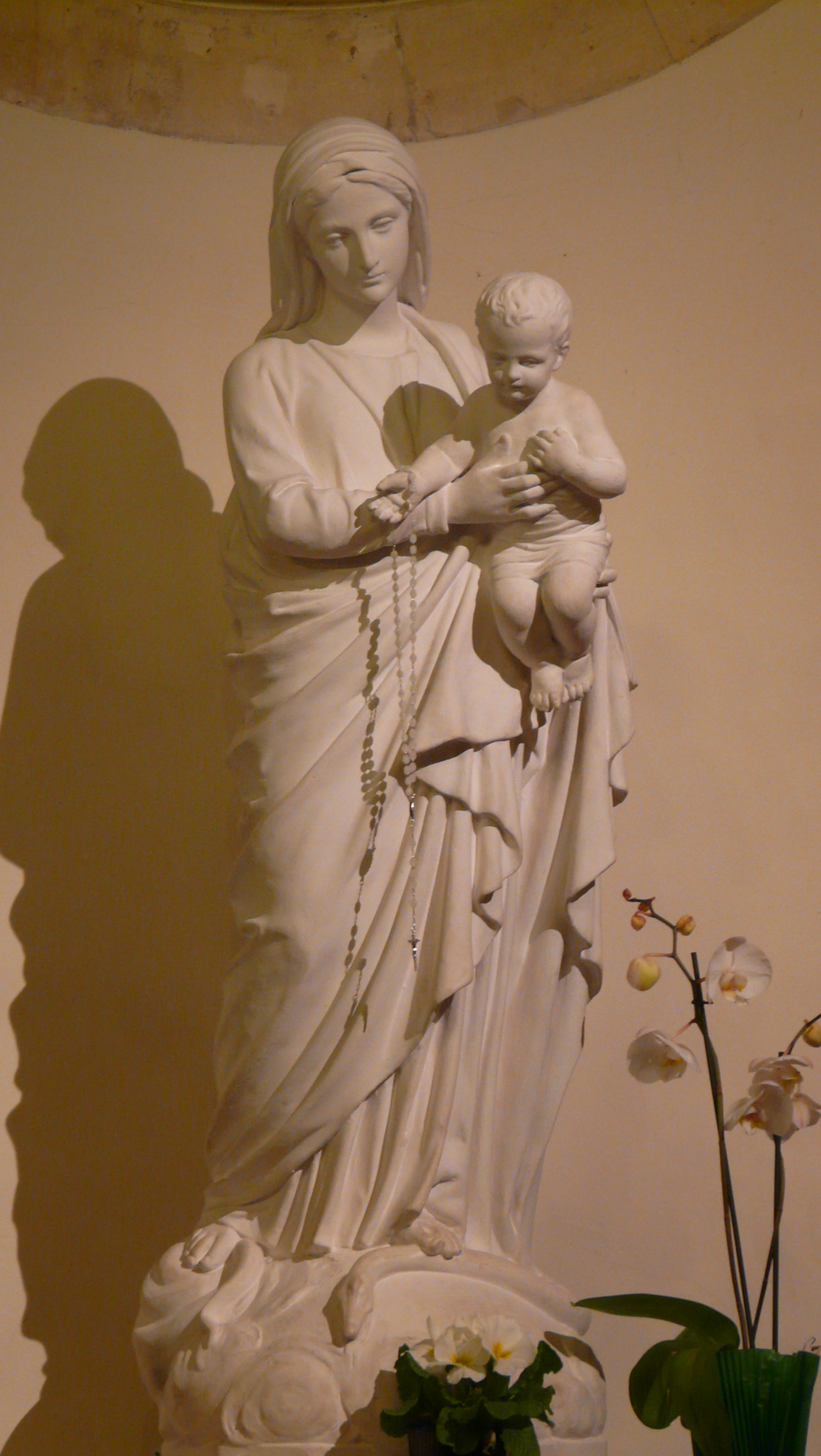
Statue de la Vierge Marie dans l'église de Garches
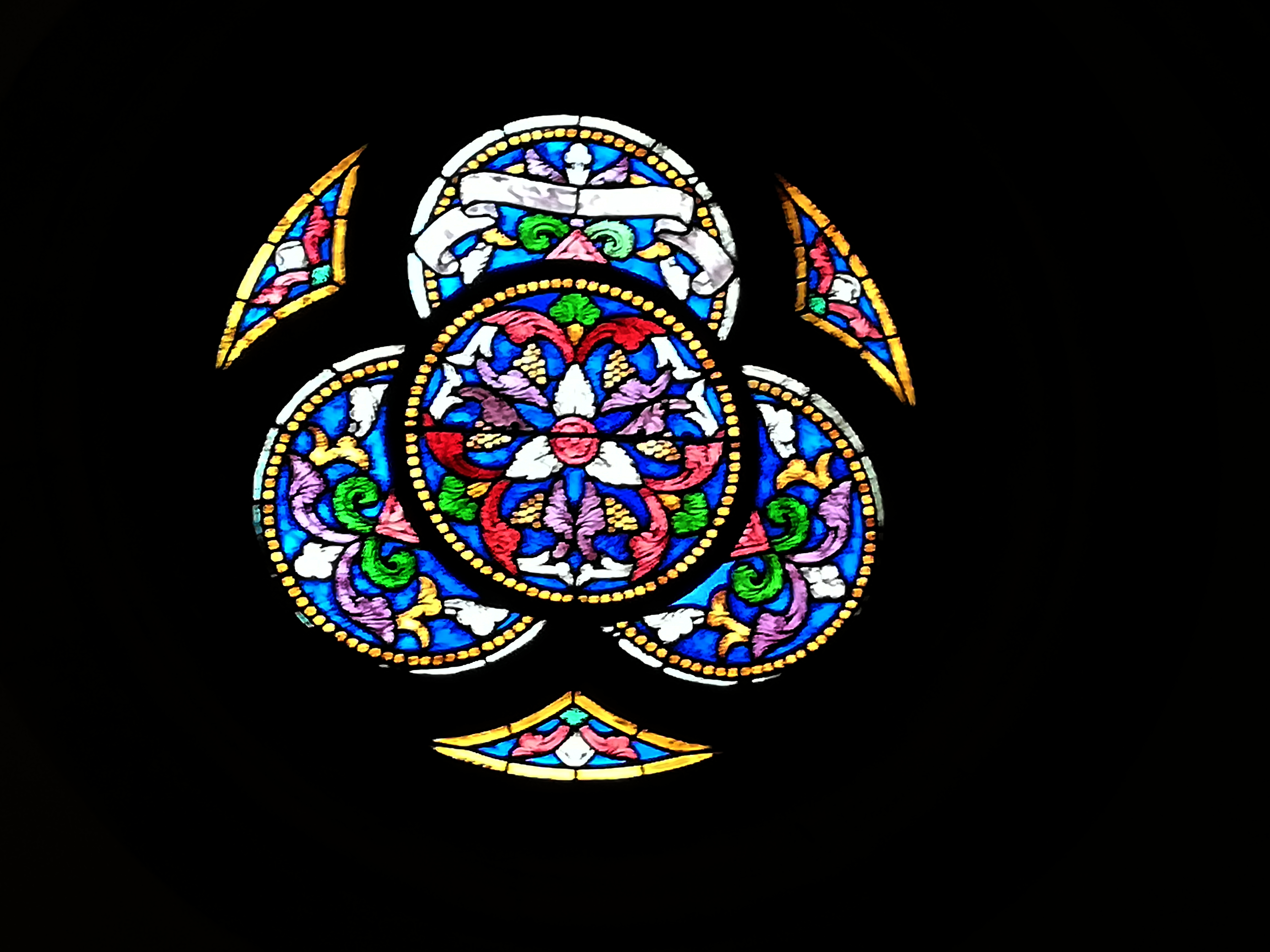
Vitrail dans l'église de Garches

## Pour approfondir